# Trutyi bácsi
A Trutyi bácsi (Let Them Eat Goo) a South Park című rajzfilmsorozat 301. része (a 23. évad 4. epizódja). Elsőként 2019. október 16-án sugározták az Amerika Egyesült Államokban a Comedy Centralon, míg hazánkban ugyancsak a Comedy Central mutatta be 2020. január 28-án.
Az epizód a növényi alapú műhúsok elterjedésével foglalkozik, a cselekmény pedig sok ponton feldolgozza a 2007-es "Vérző olaj" című film egyes jeleneteit. Emellett tartalmaz utalásokat az előző részekhez hasonlóan az éppen akkor aktuális NBA-botrányra, amelynek során Daryl Morey hong kongi tüntetők mellett kiálló tweetje miatt sorban érkeztek a vezetőség részéről a Kína felé történő bocsánatkérések. Ebben a részben LeBron James megnyilvánulását figurázták ki, aki szintén kiállt Kína mellett, az epizód végén, Cartman monológjában.

## Cselekmény
Az epizód új főcímmel, a "Böcsület Farm" főcímével kezdődik, amelynek a zenéje a korábbinak a country stílusú feldolgozása, és amelyben minden sort Randy énekel (South Park helyett mindenütt Böcsület Farmot mondva), kivéve Kenny sorait, amelyek helyett Törcsi közli, hogy úgy be van tépve, hogy azt sem tudja, mi történik.
Randy közli a családjával, hogy miután megszakította a kapcsolatot a kínai kormánnyal, a bevételeik visszaestek. Ötleteket vár arra, hogyan termelhetnének több profitot, de csak Törcsinek van javaslata: ő azt mondja, hogy eladhatnák a kannabisz-növénynek azokat a részeit is, amiket nem használnak fel a betakarítás után. Miközben úton vannak eladni az első adagot, Randy bemegy a Burger Kingbe, és meglátja az étlapon az Impossible Whoppert, amely teljesen növényi alapú műhúsból készül. Rendel egyet és megkóstolja, de borzasztónak találja. Amikor azonban megtudja, hogy a környezettudatos vásárlók még így is előszeretetettel vásárolják, támad egy ötlete, és eldönti, hogy a fel nem használt marihuána-részekből fogják sütni a Böcsület Burgert.
Az iskola menzáján húsos szendvics-nap van, amit Cartman és Butters alig várnak, de a menüben aznap sült hal van helyette, mert sok gyerek panaszkodott, hogy nem egészséges az étel. Mint kiderül, a lányok, köztük Wendy és Nichole kértek nagyobb választékot, mert nem mindenki eszik vörös húst. Cartman emiatt elkezd őrjöngeni, ami miatt szívrohamot kap és kórházba viszik. Később visszakerül az iskolába, ahol rosszullétet színlel, csak hogy Mr. Mackey megígérje, hogy megtartják a régi menüt. Aznap Cartman oldalast ebédel, miközben Wendy és Nichole felszólalnak a változásért, a fenntarthatóbb és etikus érkezési lehetőségekért. Cartman ettől megint dühbe gurul, majd újra szívrohamot kap és újra elviszi a mentő.
Randy elkezdi árulni a Böcsület Burgert, először a Burger King előtt, majd egy saját étteremben. Az íze borzalmas, azonban a benne lévő hatóanyagok miatt egy idő után az embereket ez nem érdekli, sőt élvezik. Ez már Ricket, a Burger King dolgozóját is feldühíti. Randy kampányolni kezd a Böcsület Burgerért, azt állítva, hogy mindez jobb a környezetnek és az állatoknak is. Ennek eredményeképp a marhahús népszerűsége bezuhan, egy dühös farmer pedig áttereli a Böcsület Farmra a teheneit, mondván hogy ezek után ő már nem tud mit kezdeni velük. Miután lelegelik a marihuánát és mindent összeszékelnek, Randy és Törcsi elhatározzák, hogy mind egy szálig lemészárolják az állatokat, miután jól betéptek.
PC igazgató bejelenti a diákoknak, hogy leszerződtek egy beszállítóval, kompromisszumos megoldásként: a Hihetetlen Hús vállalattal. Vezetője, Trutyi bácsi elmondja a diákoknak, hogy trutymóval dolgozik, amiből bármi lehet, és nem lehet észrevenni a különbséget az igazi és eközött. Mikor Cartman visszatér az iskolába, éppen taco-nap van, és Hihetetlen Húsos Tacót szolgálnak fel. Cartmannek nem tűnik fel a különbség és vígan megeszi azt. Végül azonban megtudja az igazat Trutyi bácsitól, aki időközben összefogott Rickkel és a farmerrel. A trutymó silány minőségű, de az embereknek nem tűnik fel ez, mert úgyis rossz minőségű ételeket esznek. Mindez azonban csak úgy működik, ha megszerzi az összes étkezdét. Mikor Trutyi bácsi megtudta, milyen népszerű a Böcsület Burger, elhatározta, hogy eltakarítja Randyt az útból, ezért bemutatta a világnak, hogyan gyilkolták le Törcsivel a teheneket.
Az epizód végén Cartman elmondja a többieknek, hogy már tudja, mit esznek, miből és hol készül. Meglepő módon azt mondja, hogy bocsánatkéréssel tartozik, mert azt hitte, hogy egészséges ételek fogyasztására akarták kényszeríteni; de most már tudja, hogy ez is ugyanúgy gyárakban készül és feldolgozott étel. Azt mondja, hogy ő ugyanazt a "szart" akarta enni, mint eddig, és hogyha ez az újdonság is "szar", de emellett fenntartható és etikus is, azzal nincs baja. Majd a végén még hozzáfűzi azt is, hogy legalább azt megtanulták, hogy a szólásszabadság mit sem számít.
A stáblista alatt szóló zene változatlan, viszont Randy énekelgeti alatta, hogy "Böcsület Farm".

## Forráshivatkozások
1. ↑  Episode 2304 “Let Them Eat Goo” Press Release (us nyelven). South Park United States. (Hozzáférés: 2024. június 17.)
2. ↑  Medina, Mark: LeBron James says Rockets GM Daryl Morey 'misinformed' on China tweet, then clarifies remark (amerikai angol nyelven). USA TODAY. (Hozzáférés: 2024. június 17.)